# ديكلان غلاس
ديكلان غلاس (بالإنجليزية: Declan Glass)‏ هو لاعب كرة قدم بريطاني في مركز الوسط، ولد في 7 يونيو 2000 في إدنبرة في المملكة المتحدة. لعب مع دندي يونايتد.

## وصلات خارجية
- ديكلان غلاس على موقع قاعدة بيانات كرة القدم.إي يو (الإنجليزية)
- ديكلان غلاس على موقع Soccerbase.com (لاعب) (الإنجليزية)
- ديكلان غلاس على موقع Soccerway.com (الإنجليزية)